# أحمد السعدون (ممثل)
أحمد السعدون (15 آب،أغسطس 1992-) ممثل ومقدم برامج عراقي مُقيم في الكويت.

## حياته
وُلد أحمد محمد عبد الرضا في الكويت بتاريخ 15 آب/أغسطس (آب) 1992 ميلاديًا. كانت انطلاقته مقدمًا لبرامج في قناة سكوب
انتقل بعدها للتلفزيون بعد تلقيه دعما من صديقه خالد بو صخر الذي اكتشفه ورشحه لدور في أحد المسلسلات 
كما قامت بدعمه كل من الفنانتين هند البلوشي وهبة الدري للمشاركة في الأعمال المسرحية
عام 2013 خضع لجراحة خطيرة بقدمه كادت تتسبب له في كارثة صحية لو تجاهلها بعدة شعوره بآلام شديدة بركبته استمرت لفترة من الوقت، فتبين أنه أصيب بورم حميد خلف الركبة، في مكان شديد الصعوبة وخضع لعملية استئصال للورم
عام 2018 شارك الفنانة هند بلوشي في كليب مستفز

## أعماله

### في التلفزيون
| سنة الإنتاج | اسم المسلسل   | الشخصية |
| ----------- | ------------- | ------- |
| (2016)      | لقيت روحي     |         |
| (2016)      | المسافات      |         |
| (2015)      | بقايا ألم     |         |
| (2014)      | للحب جنون     |         |
| (2013)      | مطلقات صغيرات |         |
| (2013)      | الحب شي ثاتي  | عيسى    |
| (2013)      | جار القمر     |         |

### في المسرح
| سنة الإنتاج | المسرحية        | الشخصية        |
| ----------- | --------------- | -------------- |
| (2022)      | نور الظلام 2    |                |
| (2018)      | للحريم فقط      |                |
| (2017)      | سالي فتاة الريف |                |
| (2016)      | ساعة موريس      | (الدوق أوليفر) |
| (2015)      | هند في الجيش    |                |
| (2015)      | نور الظلام      |                |
| (2015)      | قصة بنية        |                |
| (2014)      | مدينة المرجان   |                |
| (2014)      | عاشقة الجن      |                |
| (2014)      | قصر دراكون      |                |

### في تقديم البرامج
| سنة الإنتاج | البرنامج    |
| ----------- | ----------- |
| (2011)      | تقارير فنية |
| (2012)      | future way  |